# 國內旅遊

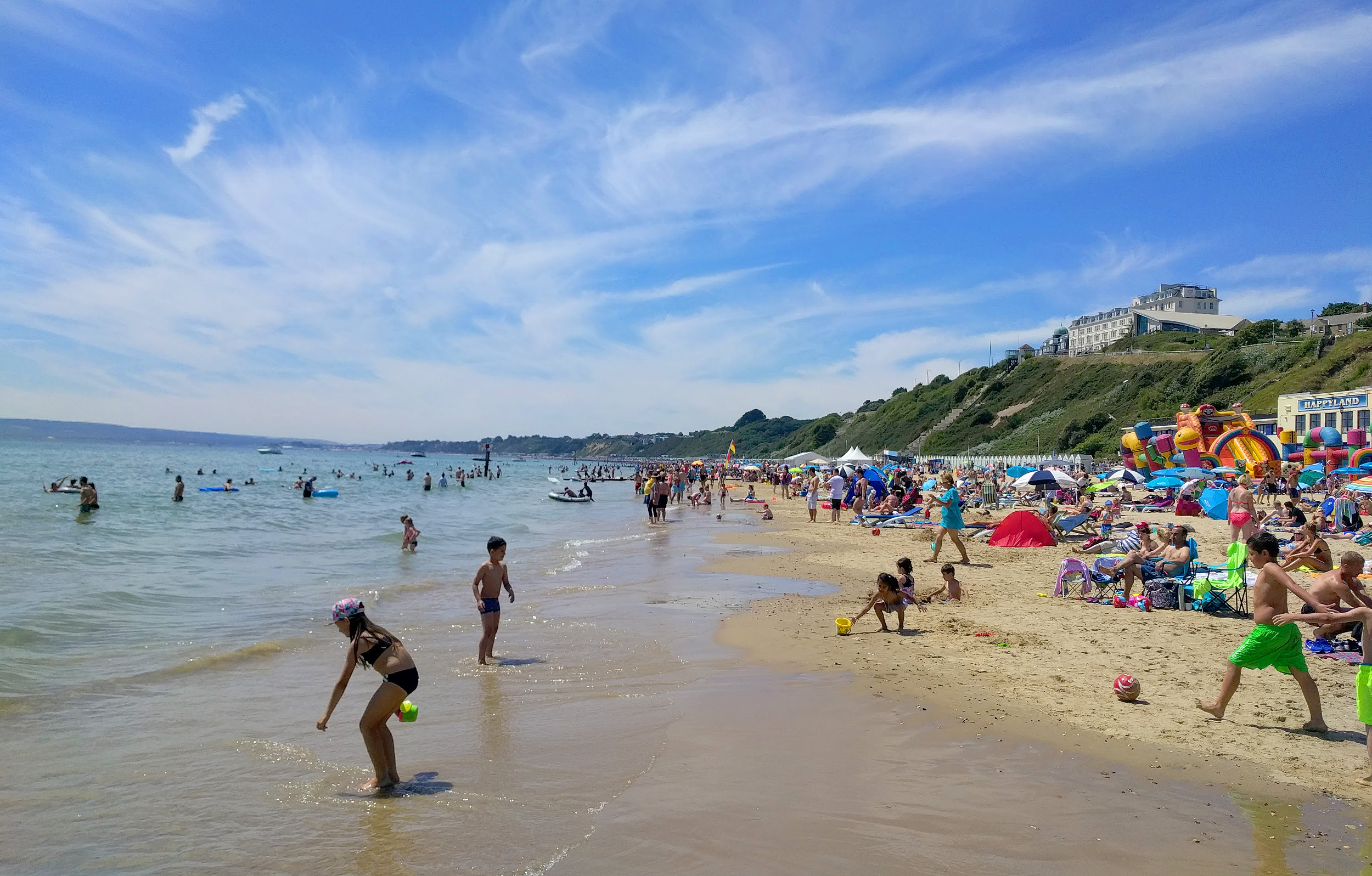
伯恩茅斯是許多英國人都喜愛在夏季到訪的海邊小鎮

國內旅遊，有別於出國旅遊，指旅客到訪自己所在國家內的其他城市或地區的一種旅遊方式。游客可以乘飛機或火車前往目的地，或者以公路旅行方式出行。對於俄羅斯、巴西、加拿大、澳洲、美國、中國和印度等幅員遼闊的大國來說，國內旅遊在整個旅遊業中扮演著非常重要的角色。